# TID Tower
Der TID Tower ist ein Hochhaus in der albanischen Hauptstadt Tirana. Es war mit 85 Metern Höhe von der Erbauung bis 2019 das höchste Gebäude Albaniens. Übertroffen wurde es vom neuen Hotelhochhaus beim Air Albania Stadium, das 112 Meter hoch ist. Der TID Tower überragt das 83 Meter hohe ABA Business Center leicht um wenige Meter. Das Gebäude besitzt 25 Stockwerke. Nebst seiner Höhe und der aufwändig gestalteten Fassade fällt der Bau auch durch seine Konstruktion auf, die sich nach unten verjüngt und dabei von einer rechteckigen in eine ovale Form übergeht. Im Hochhaus ist das Hotel The Tirana Plaza mit Restaurant und Panorama-Bar untergebracht, im Nebengebäude befinden sich Büroräumlichkeiten.
Der TID Tower steht in der Innenstadt von Tirana wenig östlich des zentralen Skanderbeg-Platzes (albanisch Sheshi Skënderbej) zwischen den Straßen Rruga e Barrikadave, Rruga 28 Nëntori und Rruga Abdi Toptani.

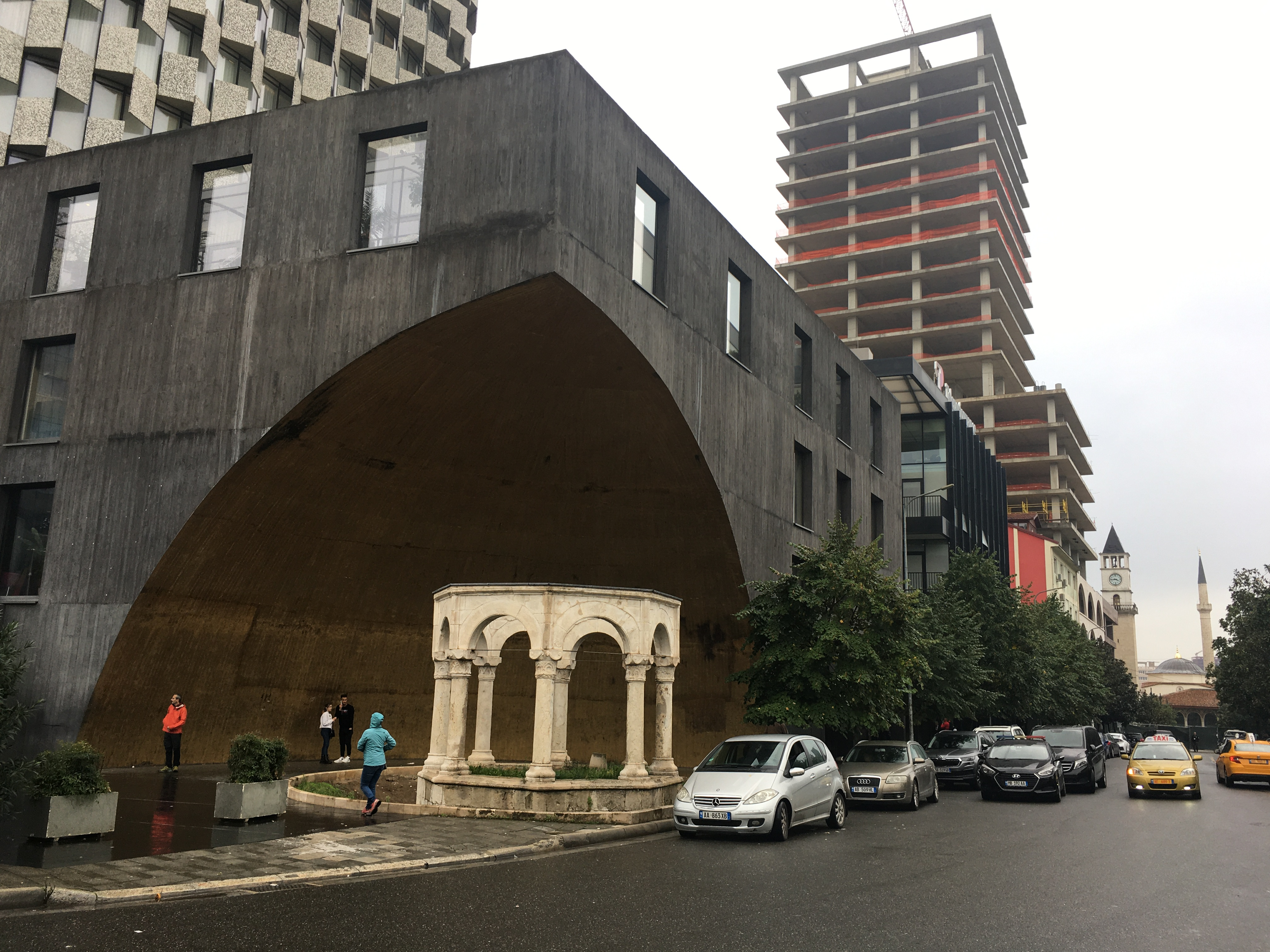
Die Kapllan-Pascha-Türbe im TID Tower, Stand 2022

Eine Ecke des Gebäudesockels überragt die historische Kapllan-Pascha-Türbe, womit das denkmalgeschützte Grabmal durch diese Konstruktion vor einem Abbruch bewahrt werden konnte.
Der TID Tower gehörte zu einem neuen Masterplan der Innenstadt, welcher vorsah, zehn neue Hochhäuser rund um den Skanderbeg-Platz als neue Wahrzeichen zu erbauen. Mit zwei bisher errichteten Hochhäusern (TID Tower und im Bau befindlicher „Forever Green Tower“) wird dieser aber nur teilweise umgesetzt. Der Großteil der Nutzungsfläche des TID Towers sollte für Wohnungen und Apartments zur Verfügung stehen. Büros, Läden und Restaurants waren im Erdgeschoss geplant. Zu oberst sollte zudem ein Panorama-Restaurant entstehen. Die Baukosten wurden mit rund 50 Millionen Euro angegeben. Die Baugrundfläche beträgt rund 46.000 Quadratmeter, die Innenfläche 4.240 Quadratmeter. Die Eröffnung war ursprünglich für 2012 geplant.
Mit den Bauarbeiten wurde am 14. Januar 2007 begonnen. Im Mai 2011 wurde die Fassade vollendet. Im Februar 2012 waren die Außengerüste bereits entfernt worden, es fehlte jedoch noch an Fenstern. Im Mai 2016 waren die Arbeiten abgeschlossen und das Hotel nahm nach und nach seinen Betrieb auf.